# 스카이팀
스카이팀(영어: SkyTeam)은 2000년 6월 22일에 설립된 항공 동맹이다. 같은 항공사 동맹으로 화물 항공사 동맹인 스카이팀 카고가 있다. 본부는 네덜란드 암스테르담 스히폴 공항에 있다.

## 역사

### 설립 초기 (2000년대)
1999년, 델타 항공과 에어 프랑스는 항공동맹체 설립을 위한 장기적 협력을 위한 협약을 체결하였고 2000년 6월 22일, 대한항공, 델타 항공, 아에로멕시코, 그리고 에어 프랑스를 주축으로 스카이팀으로 명명한 동맹체를 설립하였다. 이후 9월 자매 동맹체인 스카이팀 카고를 설립하였으며 2001년, 체코 항공이 5번째 회원으로 가입하였다. 2003년, 프랑스 샤를 드 골 국제공항에 첫 스카이팀 라운지를 개장하였으며 2004년, 유럽연합 집행위원회와 미 법무부의 KLM과 에어 프랑스의 합병 승인에 따라 이해 9월 KLM이 스카이팀의 정회원으로 가입하였다.
2006년과 스카이팀은 여행전문 매체인 Global Traveler로부터 최고의 항공동맹체로 선정되었으며 이는 2007년과 2010년에도 선정되었다. 같은 해 아에로플로트가 10번째 회원으로 가입하였다. 2008년, 두번째 스카이팀 라운지를 히드로 국제공항에 개장 하였으며 2010년 TAROM과 베트남 항공이 가입하였다.

### 확장기 (2010년대 ~ 2020년대)
2011년, 스카이팀은 Elite와 Elite Plus 등급 회원을 위한 추가 수하물 제도를 도입하였으며 중국동방항공과 중화항공이 정회원으로 가입하였다. 2012년에는 사우디아라비아 항공, 샤먼 항공, 아르헨티나 항공, 중동항공이 정회원으로 가입하였으며 상위 클래스 승객을 위한 자체 브랜드 제도인 SkyPriority를 도입, 시행하였고 나리타 국제공항에 패스트트랙 보안검색 대기라인을 운영하였다. 2014년, 아타튀르크 국제공항에 브랜드 라운지를 개장하였으며 가루다 인도네시아 항공이 정회원으로 가입하였다.
2015년과 2016년 Air Transport News로부터 올해의 항공동맹체로 선정되었으며 Latin Trade Magazine로부터 라틴 아메리카의 최고의 항공동맹체로 선정되기도 하였다. 2018년, 스카이팀은 우수 고객의 혜택 제공확대와 마일리지 적립범위 확대를 위해 더 허츠 코퍼레이션과 업무협약을 체결하였다.
2020년, 코로나19 판데믹에 따라 회원들의 여행회복을 지원하기 위해 75개국에 코로나19 공인 검사소를 확인할 수 있는 서비스를 시행하였으며 자금난으로 파산한 알리탈리아를 대체하기 위한 국영 항공사인 ITA 항공이 정식 회원으로 가입하였다. 2022년, 영국의 버진 애틀랜틱의 가입 희망의사 표명에 따라 다음해인 2023년 정회원으로 가입하였으며 이와 함께 시작된 러시아의 우크라이나 침공의 영향으로 스카이팀은 아에로플로트와 협의를 통해 회원자격을 무기한 중지하기로 하였다.

## 스카이팀 허브공항

### 스카이팀 공동여객터미널

#### 아시아
- 인천국제공항 : 제2터미널 스카이팀 공용터미널 사용.
  - 제1터미널 (#예외)
    - H 카운터 - 중국동방항공, 상하이 항공
    - J 카운터 - 베트남 항공

  - 제2터미널 -
    - C-D-J-K 카운터 - 대한항공
    - E 카운터 - 샤먼 항공, 아에로멕시코, 아에로플로트, 가루다 인도네시아 항공
    - H 카운터 - KLM, 델타 항공, 에어 프랑스, 중화항공
- 베이징 수도 국제공항
  - 2터미널 - KLM, 대한항공, 델타 항공, 베트남 항공, 아에로플로트, 에어 프랑스, 중국동방항공
  - 3터미널 - 중화항공 (#예외)
- 상하이 푸동 국제공항
  - 1터미널 - 중국동방항공
  - 2터미널 - KLM, 가루다 인도네시아 항공, 대한항공, 델타 항공, 베트남 항공, 샤먼 항공, 아에로플로트 (#예외), 에어 프랑스, 중화항공
- 광저우 바이윈 국제공항
  - 2터미널 - 가루다 인도네시아 항공, 대한항공, 베트남 항공, 사우디아 항공, 상하이 항공, 샤먼 항공, 아에로플로트, 중국동방항공, 중화항공
- 도쿄 나리타 국제공항
  - 1터미널 북윙 - KLM, 대한항공, 델타 항공, 아에로멕시코, 아에로플로트, 에어 프랑스, 중화항공
  - 2터미널 - 베트남 항공, 중국동방항공 (#예외)
- 타이페이 타오위안 국제공항
  - 1터미널 - 중화항공[23], 가루다 인도네시아 항공, 대한항공, 베트남 항공
  - 2터미널 - 중화항공[24], KLM, 델타 항공, 에어 프랑스, 중국동방항공

#### 유럽

##### 서유럽
- 런던 히드로 국제공항 : 스카이팀 공용터미널 사용
  - 3터미널 - 버진 애틀랜틱, 델타 항공, 중동항공 (# 예외)
  - 4터미널 - KLM, TAROM, 대한항공, 아에로멕시코, 에어 프랑스, 사우디아 항공, 아에로플로트, 중국동방항공, 케냐 항공
- 런던 개트윅 국제공항
  - 북터미널 - KLM, 베트남 항공, 중화항공
- 파리 샤를 드 골 국제공항
  - 2C~2G터미널 - 에어 프랑스
  - 2C터미널 - 아에로플로트, 에어 프랑스
  - 2D터미널 - 에어 프랑스
  - 2E터미널 - 에어 프랑스, 대한항공, 아에로멕시코, 델타 항공, 베트남 항공, 사우디아 항공, 아에로플로트, 중국동방항공, 중동항공
  - 2F터미널 - 에어 프랑스, KLM, 에어 유로파, 케냐 항공
- 암스테르담 스키폴 국제공항
  - 2터미널 - KLM, TAROM, 델타 항공, 에어 프랑스, 아에로플로트, 케냐 항공
  - 3터미널 - 가루다 인도네시아 항공, 대한항공, 중화항공 (#예외)
- 리옹 생텍쥐페리 국제공항
  - 2터미널 - 에어 프랑스, KLM
- 니스 코트다쥐르 공항
  - 2터미널 - 에어 프랑스, KLM, 아에로플로트, 델타 항공

##### 남유럽
- 마드리드 바라하스 국제공항
  - 1터미널(일반국제선) - 대한항공, 델타 항공, 아르헨티나 항공, 아에로멕시코, 아에로플로트, 에어 유로파, 중국동방항공
  - 2터미널(솅겐 노선) - KLM, 에어 유로파, 에어 프랑스
- 레오나르도 다빈치 국제공항
  - 1터미널(솅겐 노선) - KLM, 에어 유로파, 에어 프랑스
  - 3터미널(일반국제선) - 대한항공, 델타 항공, 아르헨티나 항공, 아에로플로트, 중화항공, 중국동방항공, TAROM
  - 5터미널 - 델타 항공 (# 예외)

##### 동유럽
- 셰레메티예보 국제공항
  - D터미널 - 대한항공, 베트남 항공, 아에로플로트
  - E터미널 - KLM, 아에로플로트, 에어 프랑스
  - F터미널 - 아에로플로트, 중국동방항공

#### 아메리카

##### 북아메리카
- 뉴어크 리버티 국제공항
  - B터미널 - KLM, 델타 항공, 에어 프랑스
- 디트로이트 메트로폴리탄 웨인 카운티 국제공항
  - 맥내머러 터미널 - KLM, 아에로멕시코, 델타 항공, 에어 프랑스
- 신시내티 노던켄터키 국제공항
  - 3터미널 - 델타 항공
- 토론토 피어슨 국제공항
  - 3터미널 - 대한항공, 아에로멕시코, 델타 항공, 에어 프랑스, KLM, 아에로플로트
- 멕시코시티 국제공항
  - 1터미널 - KLM, 에어 프랑스
  - 2터미널 - 델타 항공, 아에로멕시코
- 몬테레이 국제공항
  - 터미널 B동 - 아에로멕시코

##### 남아메리카
- 미니스토로 피스타리니 국제공항
  - A터미널 - 에어 유로파, 아에로멕시코 (# 예외)
  - C터미널 - 아르헨티나 항공, 에어 프랑스, 델타 항공, KLM
- 리우데자네이루 갈레앙 국제공항
  - 2터미널 - 아르헨티나 항공, 에어 프랑스, 델타 항공, KLM
- 상파울루 구아룰류스 국제공항
  - 2터미널 - 아르헨티나 항공, 아에로멕시코, 에어 유로파, 델타 항공
  - 3터미널 - 에어 프랑스, KLM (# 예외)

## 같이 보기
- 스카이팀 카고
- 스타얼라이언스
- 원월드
- 항공 동맹